# Cleòpatra V (mare de Cleòpatra VII)
Cleòpatra V (en llatí Cleopatra, en grec antic Κλεοπάτρα,) és el nom assignat a una princesa làgida en tot cas de línia bastarda, casada suposadament amb son possible germà Ptolemeu XII Auletes, i mare suposada de Berenice IV i probablement de Cleòpatra VII. Alguns autors consideren que aquesta Cleòpatra i Cleòpatra Trifene eren la mateixa persona.